# Coppa Italia 1967-1968
La Coppa Italia 1967-1968 fu la 21ª edizione della manifestazione calcistica. Iniziò il 3 settembre 1967 e si concluse il 30 giugno 1968. Il trofeo fu vinto dal Torino, al suo terzo titolo.
La competizione vede la partecipazione delle 16 compagini di Serie A e delle 21 di Serie B. A partire da questa edizione viene abbandonata l'eliminazione diretta integrale (utilizzata per tutte le edizioni precedenti tranne che per quella del 1958), prevedendo, dopo i quarti di finale, un girone all'italiana (con sfide di andata e ritorno) fra le 4 vincitrici. Quella del 1967-68 è pertanto la prima edizione (di 3 complessive) del torneo a non prevedere una finale in gara singola o doppia.

## Serie A

### Primo turno
| Arbitro: | Monti (Ancona) |

|                               |           |  |
| Hamrin 34’ Longoni 39’ (aut.) | Marcatori |  |

| Arbitro: | Barbaresco (Cormons) |

|                   |           |  |
| Morini 44’ (aut.) | Marcatori |  |

| Arbitro: | Torelli (Milano) |

|                                                              |           |          |
| Ferrari 19’ (aut.) Maraschi 21’ Losi 34’ (aut.) Pirovano 61’ | Marcatori | 9’ Peiró |

| Arbitro: | Giunti (Arezzo) |

|             |           |                             |
| Bicicli 76’ | Marcatori | 27’ Rigotto 42’ Dell'Angelo |

| Arbitro: | Motta (Monza) |

|                                               |           |          |
| Orlando 26’ Altafini 62’ Cané 83’ Barison 86’ | Marcatori | 21’ Reif |

| Arbitro: | Marengo (Chiavari) |

|                                                  |           |                         |
| Burgnich 11’ Mazzola 29’ (rig.), 72’ Nielsen 51’ | Marcatori | 73’ Troja 74’ Gilardoni |

| Torino 10 settembre 1967, ore 17:30 CEST Primo turno | Juventus           | 0 – 0 (d.t.s.) Vince il Varese per sorteggio referto | Varese | Stadio Comunale\| Arbitro: \| Picasso (Chiavari) \| |
| Arbitro:                                             | Picasso (Chiavari) |                                                      |        |                                                     |

| Arbitro: | Pieroni (Roma) |

|  |           |                                         |
|  | Marcatori | 3’ Pascutti 77’, 79’ (rig.) 89’ Clerici |

### Tabella riassuntiva
| Squadra 1         | Risultato   | Squadra 2 |
| ----------------- | ----------- | --------- |
| 3-9-1967          |             |           |
| Milan             | 2 - 0       | Cagliari  |
| Torino            | 1 - 0       | Sampdoria |
| Fiorentina        | 4 - 1       | Roma      |
| Lanerossi Vicenza | 1 - 2       | Atalanta  |
| Napoli            | 4 - 1       | SPAL      |
| 10-9-1967         |             |           |
| Inter             | 4 - 2       | Brescia   |
| Juventus          | 0 - 0 (dts) | Varese    |
| Mantova           | 0 - 4       | Bologna   |

### Secondo turno
| Arbitro: | Motta (Milano) |

|                           |                      |            |
| Tamborini 89’             | Marcatori            | 37’ Rivera |
| Anastasi Vastola Da Pozzo | Tiri di rigore 3 – 5 | Rivera     |

| Arbitro: | Torelli (Milano) |

|          |           |  |
| Puia 75’ | Marcatori |  |

| Arbitro: | Lo Bello (Siracusa) |

|                                |           |                  |
| Tentorio 14’ (rig.) Haller 47’ | Marcatori | 28’ (rig.) Merlo |

| Arbitro: | Toselli (Cormons) |

|                                                           |           |            |
| Santarini 56’ Domenghini 60’ Corso 69’ (rig.) D'Amato 81’ | Marcatori | 24’ Tiberi |

### Tabella riassuntiva
| Squadra 1 | Risultato       | Squadra 2  |
| --------- | --------------- | ---------- |
| 8-11-1967 |                 |            |
| Milan     | 1 - 1 (6-4 dcr) | Varese     |
| Torino    | 1 - 0           | Napoli     |
| Bologna   | 2 - 1           | Fiorentina |
| Inter     | 4 - 1           | Atalanta   |

## Serie B

### Primo turno
| Arbitro: | Carminati (Milano) |

|                                           |           |             |
| Bellinazzi 6’ Beretta 13’ Neri 69’ (rig.) | Marcatori | 37’ Morelli |

| Arbitro: | Trono (Torino) |

|                    |           |  |
| Mujesan 50’ (rig.) | Marcatori |  |

| Arbitro: | Caligaris (Alessandria) |

|              |           |  |
| Mascetti 53’ | Marcatori |  |

| Roma 3 settembre 1967, ore 21:00 CEST Primo turno | Lazio                        | 0 – 0 (d.t.s.) Vince la Lazio per sorteggio (lancio monetina) referto | Perugia | Stadio Flaminio\| Arbitro: \| De Robbio (Torre Annunziata) \| |
| Arbitro:                                          | De Robbio (Torre Annunziata) |                                                                       |         |                                                               |

| Arbitro: | Giola (Pisa) |

|                                   |           |                       |
| Damiano 65’ Toro 72’ Braglia 115’ | Marcatori | 58’ Pienti 75’ Crippa |

| Arbitro: | Boscolo (Venezia) |

|                                                                         |           |                           |
| Donadelli 19’ Tagliavini 70’ (aut.) V.Calloni 76’ (aut.) D'Angiulli 89’ | Marcatori | 15’ Broggi 33’ G. Calloni |

| Arbitro: | Branzoni (Pavia) |

|                                          |           |                          |
| Rossetti 4’ Cappellaro 46’ Cianfrone 56’ | Marcatori | 30’ Bonetti 44’ Fracassa |

| Arbitro: | Lattanzi (Roma) |

|             |           |  |
| Benetti 47’ | Marcatori |  |

### Tabella riassuntiva
| Squadra 1 | Risultato   | Squadra 2 |
| --------- | ----------- | --------- |
| 3-9-1967  |             |           |
| Venezia   | 3 - 1       | Padova    |
| Bari      | 1 - 0       | Genoa     |
| Verona    | 1 - 0       | Lecco     |
| Lazio     | 0 - 0 (dts) | Perugia   |
| Modena    | 3 - 2 (dts) | Reggiana  |
| Monza     | 4 - 2       | Novara    |
| Potenza   | 3 - 2       | Messina   |
| Palermo   | 1 - 0       | Foggia    |

### Qualificazione
| Arbitro: | Lattanzi (Roma) |

|                                      |           |                          |
| De Nardi 17’ Mujesan 83’ (rig.) 115’ | Marcatori | 47’ Vitali 73’ De Pierro |

| Arbitro: | Michelotti (Parma) |

|                                  |           |                       |
| Farina 25’ (rig.) Lorenzini 109’ | Marcatori | 10’ (rig.) Cappellaro |

| Arbitro: | Trono (Torino) |

|  |           |                    |
|  | Marcatori | 65’ (aut.) Maldera |

| Arbitro: | Gialluisi (Barletta) |

|           |           |  |
| Sbano 89’ | Marcatori |  |

| Arbitro: | Panzino (Catanzaro) |

|             |           |  |
| Colombo 88’ | Marcatori |  |

### Tabella riassuntiva
| Squadra 1 | Risultato   | Squadra 2 |
| --------- | ----------- | --------- |
| 27-9-1967 |             |           |
| Bari      | 3 - 2 (dts) | Catania   |
| Catanzaro | 2 - 1 (dts) | Potenza   |
| Monza     | 0 - 1       | Livorno   |
| Reggina   | 1 - 0       | Lazio     |
| Pisa      | 1 - 0       | Verona    |

### Secondo turno
| Arbitro: | Valagussa (Lecco) |

|                       |           |  |
| Mujesan 9’ Toschi 31’ | Marcatori |  |

| Arbitro: | Giunti (Arezzo) |

|                           |           |  |
| Mascheroni 34’ Farina 86’ | Marcatori |  |

| Arbitro: | Michelotti (Parma) |

|               |           |  |
| Vallongo 119’ | Marcatori |  |

| Arbitro: | Marengo (Chiavari) |

|             |           |  |
| Piaceri 88’ | Marcatori |  |

### Tabella riassuntiva
| Squadra 1 | Risultato   | Squadra 2 |
| --------- | ----------- | --------- |
| 2-11-1967 |             |           |
| Bari      | 2 - 0       | Livorno   |
| Catanzaro | 2 - 0       | Palermo   |
| Reggina   | 1 - 0 (dts) | Venezia   |
| Pisa      | 1 - 0       | Modena    |

## Quarti di finale
Andata 13-12-1967, ritorno 17-1-1968
| Arbitro: | Acernese (Roma) |

|            |           |            |
| Mujesan 7’ | Marcatori | 67’ Rivera |

| Arbitro: | Canova (Bologna) |

|                                         |           |             |
| Lodetti 22’, 46’ Sormani 25’ Rivera 51’ | Marcatori | 59’ Mujesan |

| Catanzaro 13 dicembre 1967, ore 14:30 CET Quarti di finale - Andata | Catanzaro         | 0 – 0 referto | Torino | Stadio Comunale\| Arbitro: \| Gussoni (Tradate) \| |
| Arbitro:                                                            | Gussoni (Tradate) |               |        |                                                    |

| Arbitro: | Bigi (Padova) |

|                        |           |  |
| Baisi 78’ Moschino 90’ | Marcatori |  |

| Arbitro: | Lattanzi (Roma) |

|                                |           |                                              |
| Vallongo 61’ Janich 88’ (aut.) | Marcatori | 58’ Clerici 82’ (rig.) Tentorio 89’ Ardizzon |

| Arbitro: | Branzoni (Pavia) |

|                                                |           |  |
| Carminati 32’, 59’ Fogli 40’ (rig.) Perani 42’ | Marcatori |  |

| Arbitro: | Barbaresco (Cormons) |

|                |           |               |
| Manservisi 72’ | Marcatori | 47’ Facchetti |

| Arbitro: | Vitullo (Roma) |

|              |           |  |
| Bonfanti 69’ | Marcatori |  |

### Tabella riassuntiva
| Squadra 1                            | Totale | Squadra 2 | Andata      | Ritorno |
| ------------------------------------ | ------ | --------- | ----------- | ------- |
| Andata 13-12-1967, ritorno 17-1-1968 |        |           |             |         |
| Bari                                 | 2 - 5  | Milan     | 1 - 1       | 1 - 4   |
| Catanzaro                            | 0 - 2  | Torino    | 0 - 0       | 0 - 2   |
| Reggina                              | 0 - 6  | Bologna   | 0 - 2(tav.) | 0 - 4   |
| Pisa                                 | 1 - 2  | Inter     | 1 - 1       | 0 - 1   |

## Gruppo finale
| Squadra    | P.ti | G | V | N | P | GF | GS | DR |
| ---------- | ---- | - | - | - | - | -- | -- | -- |
| 1. Torino  | 9    | 6 | 3 | 3 | 0 | 9  | 2  | +7 |
| 2. Milan   | 7    | 6 | 2 | 3 | 1 | 8  | 6  | +2 |
| 3. Inter   | 4    | 6 | 1 | 2 | 3 | 7  | 10 | -3 |
| 4. Bologna | 4    | 6 | 1 | 2 | 3 | 6  | 12 | -6 |

| Arbitro: | De Marchi (Pordenone) |

|                                              |           |                                  |
| Ardizzon 55’ (aut.) Cappellini 68’ Bedin 75’ | Marcatori | 3’ Tentorio 42’ Pace 51’ Clerici |

| Torino 13 giugno 1968, ore 21:15 CEST 1ª giornata | Torino           | 0 – 0 referto | Milan | Stadio Comunale\| Arbitro: \| Sbardella (Roma) \| |
| Arbitro:                                          | Sbardella (Roma) |               |       |                                                   |

| Milano 16 giugno 1968, ore 21:15 CEST 2ª giornata | Inter          | 0 – 0 referto | Milan | Stadio San Siro\| Arbitro: \| Monti (Ancona) \| |
| Arbitro:                                          | Monti (Ancona) |               |       |                                                 |

| Arbitro: | Genel (Trieste) |

|           |           |                   |
| Turra 63’ | Marcatori | 58’ (aut.) Janich |

| Arbitro: | Angonese (Mestre) |

|                       |           |         |
| Prati 42’ Sormani 89’ | Marcatori | 7’ Pace |

| Arbitro: | Toselli (Cormons) |

|                  |           |  |
| Dotti 28’ (aut.) | Marcatori |  |

| Arbitro: | Pieroni (Roma) |

|  |           |                         |
|  | Marcatori | 6’ Suarez 30’ Facchetti |

| Arbitro: | Di Tonno (Lecce) |

|          |           |             |
| Prati 6’ | Marcatori | 86’ Facchin |

| Arbitro: | Bernardis (Roma) |

|                                                    |           |                        |
| Sormani 30’ Hamrin 52’ Schnellinger 78’ Rosato 86’ | Marcatori | 3’ Nielsen 66’ Achilli |

| Arbitro: | Francescon (Padova) |

|                                         |           |  |
| Ferrini 10’, 14’ Facchin 44’ Combin 73’ | Marcatori |  |

| Arbitro: | Lo Bello (Siracusa) |

|                                   |           |           |
| Schnellinger 46’ (aut.) Turra 88’ | Marcatori | 61’ Prati |

| Arbitro: | D'Agostini (Roma) |

|  |           |                        |
|  | Marcatori | 17’ Fossati 45’ Combin |

La formazione del Torino, schierata a Milano contro l'Inter, nella partita che ha sancito la conquista della terza Coppa Italia da parte della società granata:
Lido Vieri
Natalino Fossati
Mario Trebbi
Giorgio Puia
Angelo Cereser
Aldo Agroppi
Renzo Corni
Giorgio Ferrini
Nestor Combin
Giambattista Moschino
Carlo Facchin
Allenatore: Edmondo Fabbri 